# Krisna magna
Krisna magna är en insektsart som beskrevs av Baker 1919. Krisna magna ingår i släktet Krisna och familjen dvärgstritar. Inga underarter finns listade i Catalogue of Life.